# کارناوال تریومف
کارناوال تریومف (به انگلیسی: Carnival Triumph) یک کشتی است که طول آن ۸۹۳ فوت ۴ اینچ (۲۷۲٫۳ متر) می‌باشد. این کشتی در سال ۱۹۹۹ ساخته شد.